# Macalpinomyces chrysopogonicola
Macalpinomyces chrysopogonicola är en svampart som först beskrevs av Mundk. & Thirum., och fick sitt nu gällande namn av Vánky 2001. Macalpinomyces chrysopogonicola ingår i släktet Macalpinomyces och familjen Ustilaginaceae.   Inga underarter finns listade i Catalogue of Life.